# Красногорськ (міський округ)
Міський округ центром якого є місто Красногорськ, адміністративний центр Красногорського району Московської області.
Населення 100,9 тис. осіб (2009).
Місто розташоване на річці Москва та її притоці річці Баньці, за 22 км від центру Москви (за 2 км від МКАД), безпосередньо межуючи з Москвою з північного заходу.

## Символіка
Місто Красногорськ має власну символіку — герб та прапор які були затверджені рішенням Красногорської ради народних депутатів від 23 січня 2008 року.

## Міський округ
До складу міського округа окрім міста Красногорськ входять села Гольйово (317 чоловік) та Івановське (142 людей)

5 вересня 2005 року відбулись перші вибори до Ради депутатів муніципального утворення «Міське поселення Красногорськ». За мажоритарними округами було обрано 25 депутатів. Наступні вибори відбулись 11 жовтня 2009 року. Головою ради депутатів став М. Т. Хаткевич, термін повноважень депутатів — 5 років.

21 березня 2014 року в місті виник виник скандал, пов'язаний з раптовою відставкою чинного міського голови Віктора Кругликова, при цьому офіційної інформації про його відставку не було опубліковано. Дострокові вибори призначено на 18 травня 2014 року.

## Населення
| Рік  | тис. чол | рік  | тис. чол | рік  | тис. чол | рік  | тис. чол |
| ---- | -------- | ---- | -------- | ---- | -------- | ---- | -------- |
| 1939 | 18.4     | 1979 | 77.4     | 1998 | 91.0     | 2007 | 98.9     |
| 1959 | 35.2     | 1982 | 82       | 2000 | 90.6     | 2008 | 99.5     |
| 1967 | 50       | 1986 | 87       | 2001 | 90.2     | 2010 | 104.2    |
| 1970 | 62.7     | 1989 | 90.5     | 2003 | 92.5     | 2011 | 116.9    |
| 1973 | 67       | 1992 | 91.7     | 2005 | 99.1     | 2012 | 122.8    |
| 1976 | 72       | 1996 | 91.3     | 2006 | 98.8     | 2013 | 127.6    |

## Центр Московської області
На околиці Красногорська, біля села М'якініно в Павшинській заплаві, поблизу МКАД, знаходиться Будинок Уряду Московської області та будівля Московського обласного суду.
У зв'язку з переїздом обласних урядових установ з Москви, на початку 2000-их років у ЗМІ регулярно з'являлась інформація про те, що Красногорськ, нібито, стає столицю Московської області, проте станом на листопад 2009 року статус обласного центру залишався за Москвою.

## Міське свято
Міське свято — День міста Красногорська — зазвичай святкують у другу неділю вересня, через тиждень після Дня міста Москви.

## Міста-побратими
- Антіб (Франція)